# Jean II de Rubempré

Armoiries de Jean de Rubempré

Jean II de Rubempré, né avant 1430 et mort le 5 janvier 1477 lors de la bataille de Nancy, est un noble Biévène (actuelle Belgique) du XVe siècle, 10e seigneur de Rubempré, de Bièvre et d'Arquennes, conseiller et chambellan des ducs de Bourgogne Philippe le Bon et Charles le Téméraire, grand bailli de Hainaut en 1463, gouverneur de Lorraine et d'Ivoy, capitaine de Nancy en 1476 et chevalier de l'Ordre de la Toison d'or.

## Biographie
Jean II de Rubempré était le cadet d'Antoine II de Rubempré (mort en 1430), 8e seigneur de Rubempré, de Bièvre, d'Authie, de Pierregot, de Mirevaux et chambellan du duc Johann Ohnefurcht, et de Jacqueline de Croÿ, dame de Biévène, fille de Jean Ier de Croÿ († 1415), conseiller et chambellan de Philippe le Hardi et de Jean-sans Peur. Par sa mère, Jean II de Rubempré appartenait à la maison de Croÿ, il était le neveu d'Antoine Ier de Croÿ et de Jean II De Croÿ, qui ont largement déterminé sa position à la cour de Bourgogne.
Il est nommé à deux reprises châtelain et gouverneur de Leuze en 1448 et 1459, mais pas en 1470, année au cours de laquelle Perceval de Dreux-(Baussart d'Esneval : cf. Châteauneuf) prend sa place. Le 1er juillet 1452, durant la période des troubles à Gand (1449-1453), il fait mettre à sac la place de Moerbeke-Waas ce qui lui vaut par dérision le sobriquet de « chevalier ». En effet, en avril de la même année il avait été fait Chevalier à la suite de la conquête d'Oudenaarde. La même année, il est envoyé au Luxembourg par Philippe le Bon avec Antoine III de Rubempré, son frère aîné, pour prendre le contrôle du duché et la ville et pour réprimer le soulèvement de Thionville. En 1454, il est nommé conseiller et chambellan de Philippe le Bon.
Du 1er janvier 1464 au 22 décembre 1467, il est gouverneur, capitaine général et grand bailli du Hainaut et de Valenciennes. Il remplace Antoine de Croÿ comme huissier de justice de Beaumont dans le Hainaut, mais doit renoncer à cette fonction en mars 1465 en raison d'un conflit entre le duc et Croÿ. Il est en effet un partisan du duc, contrairement à son demi-frère Antoine, le bâtard de Rubempré (un fils naturel d'Antoine II de Rubempré) passé dans le camp du roi de France Louis XI et qui est même soupçonné d'une tentative d'enlèvement du duc ordonnée par le roi. Le 20 octobre 1465, il participe à la victoire de Montenaken sur Liège, lors des campagnes de 1467 et 1468 contre cette ville.
Le 29 mars 1471, il est nommé châtelain d'Hesdin, poste qu'il occupe jusqu'à sa mort. Le 1er mai 1473, Jean II de Rubempré est élu à l'Ordre de la Toison d'or. Le 4 août 1473, il est chargé de porter au jeune roi Ferdinand II de Sicile (Ferdinand le Catholique), élu en même temps que lui, les insignes de l'Ordre. Il entreprend ce voyage fin septembre ce qui l'emmène à travers l'Angleterre, la Bretagne et le Portugal jusqu'à sa destination, la Castille où, le 25 mai 1474, le roi accepte cette distinction.
En 1475, il est temporairement le premier chambellan du duc Charles. Il a participé à la campagne de Charles en Lorraine ainsi qu'au siège de Neuss. En 1476, il est nommé gouverneur de Lorraine et c'est en cette qualité, qu'il dirige la défense de Nancy contre l' armée du duc René à l'automne, mais doit finalement quitter la ville le 7 octobre avec un sauf-conduit. Il conseille à Charles le Téméraire lors du nouveau siège de la ville, cette fois par les Bourguignons, et suit son duc dans la bataille : Jean II de Rubempré - comme Charles le Téméraire - tombe à la bataille de Nancy le 5 janvier 1477 ; tous deux sont inhumés dans la cour de l'église Saint-Georges de Nancy le 11 janvier.

## Famille
- Jean II se marie une première fois avec Colle de Bousies (dite de Vertain), Dame d'Aubigny, d'Estrées, de La Malmaison, de Beauverger, de Preume, de Jeulan et de Bussy (baptisée en 1436 et  morte le 24 mai 1459 d'une infection puerpérale, enterrée en l'église d'Aubigny), qui est la mère : 
- d'Antoine de Rubempré,
- de Charles Ier de Rubempré (sa descendante Louise-Brigitte de Rubempré, † 1730, épousa en 1704 Philippe-François de Merode, comte de Montfort, d'où chez les Merode le titre de prince de Rubempré[2], principauté érigée en 1759 à Everberghe dans la titulature du St-Empire),
- et d'Anne (Jacqueline) de Rubempré, qui maria Charles d'Ongnies.

Cette première union confère à Jean II les titres de seigneur (ou duc) de Beaumont et de Croÿ, qu'il hérite de Wautier de Bousies, ainsi que le comté de Corbie, en possession de la famille de Bousies depuis Foulques de Corbie.
- Il épouse en secondes noces Catherine de Bernieulles, fille de Jean de Bernieulles et d'Ida (Jeanne) d'Abbeville : 
- la fille issue de ce mariage, Françoise de Rubempré, épouse Jean VI de Créquy, le fils aîné de Jean V de Créquy.